# Araneus necopinus
Araneus necopinus là một loài nhện trong họ Araneidae.
Loài này thuộc chi Araneus. Araneus necopinus được Eugen von Keyserling miêu tả năm 1887.